# Picnometru

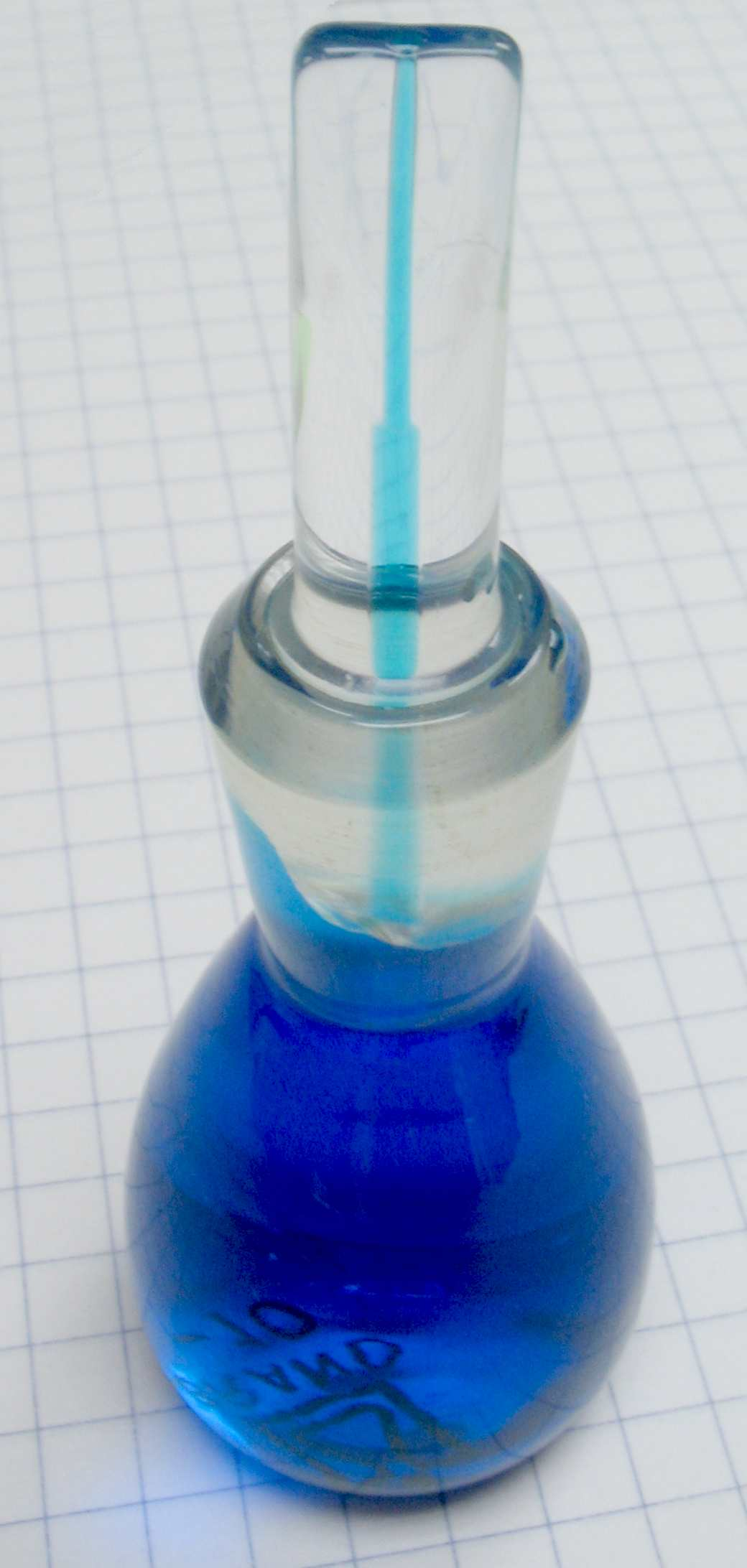
Picnometru pentru lichide

Picnometrul este un instrument utilizat pentru determinarea densității corpurilor lichide sau solide, printr-o metodă care necesită măsurători de greutate. Este alcătuit dintr-un vas de sticlă borosilicată de capacitate cunoscută și constantă, dotat cu un dop șlefuit și un tub capilar deschis la ambele capete.